# Dương Vân Nga
Dương Thị Ngọc Vân (xinès: 楊氏玉雲), (? - 1000), nom de cortesia Vân Nga (雲娥) va ser l'única dona emperadriu de la dinastia Đinh i després emperadriu de Lê Đại Hành, el primer emperador de la dinastia Lê anterior. Quan el seu marit Đinh Tiên Hoàng va ser assassinat el 979, Dương Vân Nga es va convertir en l'emperadriu vídua de la dinastia Đinh, mentre el seu fill Đinh Phế Đế va succeir al tron. Durant el breu regnat de Đinh Phế Đế, Dương Vân Nga i el general Lê Hoàn van mantenir conjuntament la regència de l'emperador de 6 anys, més tard van Dương Vân Nga i el general Phạm Cự Lượng van decidir cedir la dinastia Đinh tron per a Lê Hoàn el 980 perquè el Đại Cồ Việt poguera suportar la invasió de la dinastia Song amb un governant capaç. Posteriorment, Lê Hoàn va titular Dương Vân Nga com la seva emperadriu, de manera que es va convertir en la primera dona de la història del Vietnam que es va casar amb dos emperadors.

## Biografia
Segons algunes fonts, Dương Vân Nga era filla d'un subordinat del senyor de la guerra Dương Đình Nghệ i procedia de la província Ái (actual Thanh Hóa, Vietnam), altres afirmen que Dương Vân Nga era de la ciutat de Hoa Lư igual que Đinh Tiên Hoàng.
Mentre era una de les esposes de Đinh Tiên Hoàng, Dương Vân Nga va donar a llum al seu fill menor Đinh Toàn el 974. A finals del 979, com que Đinh Tiên Hoàng i el seu fill gran, Đinh Liễn, van ser assassinats per Đỗ Thích, el príncep Đinh Toàn, de 6 anys, es va convertir en el successor del tron de la dinastia Đinh, mentre la seva mare Dương Vân Nga es va convertir en l'emperadriu vídua de la dinastia Đinh i es va fer càrrec de la regència amb el general Lê Hoàn, que va ser ascendit al lloc de virrei de la dinastia Đinh.

### Primera dinastia Lê
El curt regnat de Đinh Toàn, anomenat com a emperador Đinh Phế Đế, va ser pertorbat per la revolta de Đinh Điền i Nguyễn Bặc, que havien estat importants funcionaris a la cort reial de Đinh Tiên Hoàng, mentre que el país també va haver d'enfrontar-se a la intrusió dirigida per Ngô Nhật Khánh, gendre de Đinh Tiên Hoàng, amb reforços del regne de Txampa a la frontera sud. La rebel·lió de Đinh Điền i Nguyễn Bặc va ser sufocada ràpidament per Lê Hoàn, però al nord, la dinastia Song va començar una invasió de Đại Cồ Việt aprofitant la seva situació caòtica després de la mort de Đinh Tiên Hoàng, finalment Dương Vân Nga i el general Phạm Cự Lượng, amb l'acord de la majoria dels funcionaris de la cort reial, van decidir elevar Lê Hoàn al tron perquè el país tingués un governant capaç que pogués fer front a greus problemes en aquell moment, per tant es va establir la Dinastia Lê anterior i va substituir la dinastia Đinh.
Després de la seva coronació, Lê Hoàn va aconseguir sufocar la invasió de la dinastia Song el 981, després va titular a l'antiga emperadriu Dương Vân Nga com a nova emperadriu de la dinastia Lê amb el nom d'Emperadriu Đại Thắng Minh. Amb aquest segon matrimoni, Dương Vân Nga es va convertir en la primera dona de la història del Vietnam que es va casar amb dos emperadors. El matrimoni entre Lê Hoàn i Dương Vân Nga va ser severament criticat per l'historiador confucià Ngô Sĩ Liên, que va remarcar que la fornicació entre el general i la dona del seu emperador i posteriorment el seu matrimoni violava greument els codis morals confucians i, per tant, es convertia en la llavor de la immoralitat del seu fill després. Un altre historiador dinàstic, Ngô Thì Sĩ, fins i tot va menysprear el nou títol Emperadriu Đại Thắng Minh (literalment Emperadriu brillant de la gran victòria) de Dương Vân Nga que era idèntic al títol del seu primer marit Emperador Đại Thắng Minh (Đại Thắng Minh Hoàng đế) Segons l'opinió de Ngô Thì Sĩ's opinion, Đinh Tiên Hoàng, aquesta denominació va ser considerada una "burla per sempre" ("để cười nghìn thu") en la història del Vietnam.
Dương Vân Nga va morir el 1000 o setè any de l'era Ứng Thiên de Lê Đại Hành. Va morir el mateix any que Lê Thâu, el fill gran de Lê Hoàn.

## Llegat
Avui dia Dương Vân Nga, juntament amb Lê Đại Hành i els seus fills Lê Long Đĩnh i Lê Long Việt, encara es venera al temple de Lê Đại Hành a Hoa Lư, al costat de la tomba de Đinh Tiên Hoàng, el seu primer marit. Com que va ser testimoni d'un moment turbulent i ella mateixa va participar en diversos esdeveniments importants de la història del Vietnam, la vida de Dương Vân Nga es converteix en objecte de diverses obres de teatre chèo, cải lương i una novel·la anomenada Hoàng hậu hai triều Dương Vân Nga (Dương Vân Nga, Emperadriu de dues dinasties). L'única filla coneguda de Dương Vân Nga i Lê Đại Hành, la princesa Lê Thị Phất Ngân es va casar amb Lý Công Uẩn, que es va convertir en l'emperador Lý Thái Tổ. El seu fill va ser l'emperador Lý Thái Tông.